# Casino (Film)
Casino ist ein Kriminalfilm-Drama aus dem Jahr 1995 des Regisseurs Martin Scorsese, der das Drehbuch zusammen mit Nicholas Pileggi schrieb. Robert De Niro, Sharon Stone und Joe Pesci spielen dabei die Hauptrollen. Das gleichnamige Buch von Martin Scorsese und Nicholas Pileggi, basierend auf dem Leben von Frank „Lefty“ Rosenthal, diente als Vorlage.

## Handlung
Im Jahr 1983: Sam Rothstein – genannt „Ace“ – steigt in seinen Wagen, und beim Drehen des Zündschlüssels explodiert eine Autobombe.
Nun wird zehn Jahre zurückgeblendet, in das Las Vegas der 1970er Jahre: Wegen einzigartiger Erfolge als Berufsspieler und seiner guten Beziehung zum Boss des Chicago Outfit, Remo Gaggi, wird Ace damit beauftragt, das neue Casino Tangiers in der Metropole des Glücksspiels zu leiten – und das, obwohl er kein Italoamerikaner, sondern Jude ist. Um Schwierigkeiten mit den Behörden wegen seiner Vorstrafen aus dem Weg zu gehen, soll er nur eine Lizenz als Restaurantmanager beantragen, um „vorläufig“ die Geschäfte zu führen in der Erwartung, dass die tatsächliche Entscheidung über die Lizenz niemals getroffen werden wird. Als Strohmann wird der behördlicherseits nicht vorbelastete Philip Green als offizieller Casinomanager eingesetzt, der alles unterzeichnet, was ihm vorgelegt wird. Außerdem werden Polizei und Behörden ohnehin „geschmiert“ und unternehmen von sich aus nichts, derartige Geschäftspraktiken zu unterbinden.
Aufgrund seiner langjährigen Erfahrung als Glücksspieler und Buchmacher und durch einen perfektionistischen Führungsstil gelingt es Ace, den Umsatz des Tangiers zu verdoppeln, und das Haus erlebt einen Boom. Die zufriedenen Bosse lassen sich ihren Anteil regelmäßig auszahlen, indem sie sich noch nicht verbuchte und registrierte Einnahmen direkt aus dem Zählraum bzw. dem Safe des Casinos durch einen Geldboten bringen lassen.
Damit die Gelder auch störungsfrei fließen können, wird Ace’ Jugendfreund Nicky Santoro, ein skrupelloser „Enforcer“ (Durchsetzer), offenbar im Range eines Caporegime der Cosa Nostra, zu seinem Schutz und als Kontrolle nach Las Vegas entsandt. Nicky hat aber nicht vor, nur den Beschützer für Ace zu spielen, zumal er an den Einnahmen aus der Abschöpfung der Kasinos nicht beteiligt wird. Er beginnt, in großem Stil auf eigene Rechnung kriminelle Aktivitäten zu entfalten. Da sich Nickys Bande an keine Regeln hält – er selbst spielt ganz offen falsch in den Casinos –, wird er aber bald im Black Book eingetragen und damit mit einem generellen Zutrittsverbot für alle Kasinos in Las Vegas belegt.
Die einzige und fatale Schwäche von Ace ist Ginger, eine erfolgreiche Edelprostituierte, die er nach der Geburt eines gemeinsamen Kindes sogar heiratet, obwohl er weiß, dass sie ihn nicht liebt, sondern nur ausnutzt und weiterhin eine geradezu hörige Beziehung zu ihrem Jugendfreund und ehemaligen Zuhälter Lester Diamond unterhält. Der heruntergekommene Junkie wendet sich in seiner ständigen Geldnot wiederholt an Ginger. Ace will Ginger mit einem  Akt des Vertrauens dennoch seine Liebe demonstrieren, indem er ihr die Verfügungsgewalt über sein Bankschließfach mit zwei Millionen US-Dollar einräumt, das er für Notfälle angelegt hat; falls z. B. die gemeinsame Tochter entführt würde.
Vom Leben in Reichtum, Untätigkeit und Luxus gelangweilt, wird Ginger immer unzufriedener und unglücklicher, verfällt Alkohol und anderen Drogen, vernachlässigt die gemeinsame Tochter und geht zuletzt mit Nicky eine Affäre ein. Nicky willigt ein, ihr neuer Beschützer zu werden. Als Ginger ihn jedoch auffordert, Ace umzubringen, lehnt er ab, da das seine Reputation bei den Bossen gefährden würde. Nicky – ohnehin vom eigenen „Lotterleben“ angeschlagen – müsste um sein Leben fürchten. Nicht etwa, weil die kriminellen Aktivitäten seiner Bande immer schlechter laufen; sondern die Offenlegung seines Verhältnisses zu Ginger wäre ein Verstoß gegen den stillschweigenden Ehrenkodex der „Familie“, unter deren Schutz Ace steht.
Aber auch das Tangiers und Ace geraten unter Druck, als Ace sich mit den Behörden anlegt, indem er einem offensichtlich unfähigen Mitarbeiter fristlos kündigt, der seinen Job nur bekommen hat, weil er der Schwager des Lokalpolitikers Pat Webb – county commissioner von Clark County – ist. Dieser sucht Ace persönlich auf, um ihn zu überreden, den Mann wieder einzustellen. Aber Ace lehnt kategorisch ab. Webb verlässt den Raum mit der Drohung, Ace sei hier nicht zu Hause. Der Lokalpolitiker drängt nun die Behörden dazu, die Casino-Lizenz von Ace zu überprüfen. In einem Interview mit einer Journalistin lässt Ace sich zu der Aussage hinreißen, dass er im Kasino tatsächlich der Boss sei, und entlarvt damit „Manager“ Philip Green öffentlich als Strohmann. Als nun herauskommt, dass Ace bislang lediglich einen Antrag auf eine Lizenz gestellt hat, über den niemals entschieden wurde, drängt Webb auf eine schnelle Anhörung, bei welcher der Antrag von Ace abgelehnt wird, ohne dass Ace selbst angehört wird.
Mittlerweile hat sich der allgemeine Verfolgungsdruck der Behörden auf das Umfeld der leitenden Mafiafamilie erhöht, und das FBI hat mit umfangreichen Abhöraktionen begonnen. Als ein etwas beschränktes „Familienmitglied“ seinem Ärger in seinem verwanzten Laden allzu deutlich Luft macht, wird eine Reihe von „Ehrenmännern“ verhaftet und angeklagt. Aus der Untersuchungshaft heraus ordnen sie Auftragsmorde an. Bei einer ganzen Serie von Morden werden Zeugen, Mitwisser und am Rande Involvierte beseitigt, weil die Bosse sicherstellen möchten, dass niemand mit den Behörden kooperiert.
Zu diesem Zeitpunkt findet auch das den Film einleitende Bombenattentat auf Ace statt, der jedoch – nur leicht verletzt – überlebt, da bei seinem 1981er Cadillac Eldorado – angeblich wegen Problemen mit der Ausbalancierung – unter dem Fahrersitz eine schwere Metallplatte montiert worden ist, die den größten Teil der Sprengkraft der unter dem Beifahrersitz platzierten Bombe abwehrt. Das Attentat war aber kein Auftrag der Bosse, sondern eine eigene Initiative von Nicky. Die Bosse haben nun genug von dessen Eskapaden und lassen ihn und seinen Bruder mit Baseballschlägern in einem Maisfeld brutal zusammenschlagen und bei lebendigem Leibe begraben. Ginger trennt sich endgültig von Ace und räumt das Bankschließfach leer; allerdings wird sie dabei von Ermittlern des FBI beobachtet und nach dem Verlassen der Bank festgenommen. Wieder freigelassen, verliert sie wegen ihrer Drogensucht innerhalb kurzer Zeit das gesamte Geld und wird schließlich in Los Angeles ermordet, indem man ihr eine Überdosis verabreicht.
Das Tangiers wird – wie viele andere Casinos – abgerissen. An deren Stelle entstehen neue Casinos, die von großen Konzernen geleitet werden und deren Bau über Ramschanleihen finanziert wird. Ace verlässt Las Vegas und verbringt sein restliches Leben zurückgezogen mit seiner Tochter als erfolgreicher Buchmacher.

## Hintergrund
Die Hauptfiguren des Films, Sam Rothstein (Robert De Niro) und Nicky Santoro (Joe Pesci), erzählen und erläutern aus der Retrospektive das Geschehen im Film, entweder als Voice-over oder Off camera. Lediglich in einer Szene hört man auch ein Voice-over der Nebenfigur Frank Marino (Frank Vincent). Dieser Erzählstil wurde bereits von Regisseur Martin Scorsese in seinen vorherigen Filmen wie Taxi Driver und Goodfellas verwendet.
Die Produktionskosten des Films wurden auf rund 52 Millionen US-Dollar geschätzt. An den weltweiten Kinokassen spielte der Film rund 116 Millionen US-Dollar ein, wobei etwa 42 Millionen US-Dollar davon in den USA erzielt wurden. Der Kinostart in den USA erfolgte am 22. November 1995, in Deutschland am 14. März 1996.
Obwohl es sich bei dem Film um ein fiktives Werk handelt, basiert die Geschichte in vielen Bereichen auf tatsächlichen Begebenheiten und realen Charakteren. Das im Film dargestellte Tangiers-Kasino entspricht dem ehemaligen Stardust-Kasino. Auch die zeitliche Einordnung der Ereignisse im Film stimmt im Groben mit der Realität überein: Das Attentat auf Frank Rosenthal fand tatsächlich am 4. Oktober 1982 statt, der Film datiert dieses Ereignis jedoch auf 1983. Trotz der zahlreichen Parallelen zur realen Geschichte nahmen die Filmemacher auch einige künstlerische Freiheiten. So hatte beispielsweise Geraldine McGee (im Film als Ginger dargestellt) insgesamt drei Kinder, zwei mit Frank Rosenthal und eines mit ihrem langjährigen Freund Lenny Marmor.
In diesem Zusammenhang wurde den Filmemachern vorgeworfen, die Rolle von McGee im Vergleich zur realen Person und ihrem Verhältnis zu Rosenthal negativer dargestellt zu haben, als es tatsächlich der Fall war. Im Film wird McGee als ehemalige Prostituierte gezeigt, die nach ihrer Eheschließung weiterhin Kontakt zu ihrem ehemaligen Freund hält, der im Film auch als ihr ehemaliger Zuhälter bezeichnet wird. Darüber hinaus wird eine Szene dargestellt, in der McGee ihr Kind ans Bett fesselt, um in eine Bar zu gehen und sich zu betrinken. Diese Darstellungen und ob McGee tatsächlich als Prostituierte gearbeitet hat, konnten in der Realität nicht nachgewiesen werden.
| Schauspieler               | Rolle                                 | basiert auf               |
| -------------------------- | ------------------------------------- | ------------------------- |
| Robert De Niro             | Sam „Ace“ Rothstein                   | Frank „Lefty“ Rosenthal   |
| Joe Pesci                  | Nicholas „Nicky“ Santoro              | Tony „The Ant“ Spilotro   |
| Sharon Stone               | Ginger McKenna Rothstein              | Geraldine McGee Rosenthal |
| Frank Vincent              | Frankie Marino                        | Frank Cullotta            |
| Don Rickles                | Billy Sherbert                        | Murray Ehrenberg          |
| Pasquale Cajano            | Remo Gaggi                            | Joseph Aiuppa             |
| James Woods                | Lester Diamond                        | Leonard „Lenny“ Marmor    |
| Kevin Pollak               | Philip Green                          | Allen Glick               |
| Alan King                  | Andy Stone                            | Allen Dorfman             |
| Bill Allison               | John Nance                            | George Vandermark         |
| Philip Suriano             | Dominick Santoro                      | Michael Spilotro          |
| Vinny Vella                | Artie Piscano                         | Carl „Tuffy“ DeLuna       |
| Nobu Matsuhisa             | K. K. Ichikawa                        | Akio Kashiwagi            |
| Richard Riehle             | Charlie „Clean Face“ Clark            | Morris Shenker            |
| Dick Smothers              | Nevada State Senator Harrison Roberts | US-Senator Harry Reid     |
| Oscar Goodman              | Oscar Goodman                         | Oscar Goodman             |
| Ffolliott „Fluff“ Le Coque | Anna Scott                            | Tamara Rand               |

### Trivia
- Der Film wurde fast zur Gänze in Las Vegas und Umgebung gedreht. Die Kasino- und Büroszenen entstanden im Riviera Las Vegas.
- Im Vorspann des Films wird angegeben, dass er auf dem gleichnamigen Buch von Nicholas Pileggi basiert. Dieser erklärte im Audio-Kommentar zum Film, dass er gleichzeitig am Buch und am Drehbuch arbeitete und dass das Drehbuch zum Film früher abgeschlossen war.
- Laut einer Zählung von Family Media Guide wurde im Film das Wort „fuck“ (Abwandlungen wie „fucking“, „fucked“ usw. mitgerechnet) 398 Mal verwendet, womit im Jahr der Veröffentlichung dieser Spielfilm die höchste Anzahl solcher Ausdrücke vorweisen konnte.[3] Dies gilt nur für die englische Originalversion, in der deutschen Synchronisation wurden immer wieder andere Ausdrücke verwendet.
- Die Mutter von Artie Piscano wird im Film von Catherine Scorsese gespielt, der Mutter des Regisseurs, deren gleichnamige Enkelin und Tochter des Regisseurs wiederum als Tochter von Piscano auftritt.
- Joe Pesci brach sich bei einer Aufnahme seiner Tötungsszene beim Sturz in das ausgehobene Grab dieselbe Rippe, die er sich fünfzehn Jahre zuvor beim Dreh von Scorseses Film Wie ein wilder Stier schon einmal gebrochen hatte.
- Die Musik während des Vorspanns wie auch während der Kasinosprengungen gegen Ende des Films ist der Schlusschor der Matthäus-Passion von Johann Sebastian Bach („Wir setzen uns mit Tränen nieder“). Der Vorspann wurde gestaltet von Saul Bass und seiner Frau Elaine. Der Abspann wurde mit dem Thème de Camille des französischen Filmkomponisten Georges Delerue musikalisch unterlegt und ist auch mehrfach während der Ehestreitigkeiten der Rothsteins zu hören. Dieses Stück stammt ursprünglich aus dem Film Die Verachtung (Le Mépris) aus dem Jahr 1963.
- Das Trio De Niro, Woods und Pesci spielte ebenfalls im Sergio-Leone-Film Es war einmal in Amerika, der vom Aufstieg einiger Mobster der Kosher Nostra in New York handelt.
- Der Film ist die achte Zusammenarbeit zwischen Robert De Niro und Martin Scorsese und zugleich der dritte von bislang vier Mafiafilmen von Scorsese.
- Regisseur Martin Scorsese erklärte in einem Interview, dass er für den Film einen ehemaligen Berufskiller als Berater engagiert hatte.[4]
- Auf der Hülle der Special-Edition-DVD sind zwei falsche Würfel abgebildet. Normalerweise ergibt die Summe der zwei gegenüberliegenden Seiten sieben. Auf der Hülle ist dies nicht der Fall – eine Metapher für den im Film dargestellten Betrug.
- Der Blackjack-Dealer, der im Film von Joe Pesci als „hübsches Kerlchen“ bezeichnet wird und einige Beleidigungen von ihm zu ertragen hat, wird von Nick Mazzola dargestellt, der tatsächlich als Kartengeber in den Kasinos von Las Vegas sein Geld verdiente. Er hatte bereits in Rain Man (1988) die Karten für Dustin Hoffman und Tom Cruise gegeben.
- Der Film hat eine Verbindung zu einem anderen Mafiafilm von Scorsese, The Irishman, der die Verbindungen der amerikanischen Teamsters-Gewerkschaft zur Mafia beleuchtet. In einer Szene wird der – mit Gelder aus dem Pensionsfonds der Gewerkschaft finanzierten – Bau des Stardust-Casinos besprochen, auf dem das Tangiers basiert. Auch die Figur des Allen Dorfman, auf dem auch der in Casino auftretende Andy Stone basiert, tritt in The Irishman auf.
- Die deutsche Synchronisation impliziert, dass Sam die Unterseite des Fahrersitzes seines Autos in Voraussicht hatte verstärken lassen ("Was niemand außerhalb der Werkstatt wusste..."). In Wirklichkeit war dies eine auf eine Eigenart dieses speziellen Modells zurückzuführen, über die nicht viele Bescheid wussten ("What nobody outside the factory knew...").

## Kritiken
Casino erhielt ein gutes Presseecho, was sich auch in den Auswertungen US-amerikanischer Aggregatoren widerspiegelt. So erfasst Rotten Tomatoes überwiegend positive Besprechungen und ordnet den Film dementsprechend als „Zertifiziert Frisch“ ein. Laut Metacritic fallen die Bewertungen im Mittel „Grundsätzlich Wohlwollend“ aus. Es folgen einige repräsentative Pressestimmen:

„Eine ebenso minutiöse Analyse der Spielerstadt wie eine Beschreibung von Macht, Geld und Stolz versuchter Menschen. Die hinter virtuosen filmischen Einfällen verborgene unmelodramatische Genauigkeit dieses Porträts verweigert sich rein emotionalem Zugang und macht den Film für das Publikum schwerer konsumierbar. Ein komplexer und in einigen schwer erträglichen Gewaltszenen sicher auch kontroverser Abschluss der mit Hexenkessel und Good Fellas begonnenen moralischen Gangstergeschichten Martin Scorseses.“

„Wenn es die Mafia nicht gäbe, dann müßte man sie erfinden. Kaum eine zweite Institution zeigt die Schattenseiten des Kapitalismus in ähnlicher Deutlichkeit. Die Mafia hat das freie Unternehmertum auf seine Ursprünge zurückgestoßen: unter der romantischen Oberfläche des Händlers als Helden verbergen sich Macht und Gewaltverhältnisse. Kein Wunder, daß dieser Wirtschaftszweig eine Filmindustrie immer schon interessiert hat. […] Und kaum ein Regisseur hat den schönen Schein der Mafia ähnlich entmythologisiert wie Martin Scorsese. […] Und in keinem Film gelingt ihm das besser, als in Casino, das in den Filmhelden die spießigen Händler entlarvt. Fast wie in einem Dokumentarfilm zeigt Scorsese, wie die Spielhöllen von Las Vegas funktionieren, und wie die Mafia ihre Gewinne sichert.“

„Scorseses Las-Vegas-Entwurf ist zweifellos der kühnste, der größte. Dabei scheut der Altmeister des italo-amerikanischen Kinos […] keineswegs die hymnische Vergrößerung und Verklärung, wie sie das Hollywood-Kino der amerikanischen Geschichte angedeihen ließ und läßt. Aber, und das ist das Wunder, Scorsese kann die Vergangenheit vergrößern und verklären, ohne seinen erbarmungslos genauen Realismus aufgeben, ohne die (meist brutale) Wahrheit der Glücksspielstadt verschweigen zu müssen. Und hier sind wir bei der Gewalt. Die Geschichte von Las Vegas ist die Geschichte vom ganz großen Geld, das rund um die Uhr mit enormem Geschick und kühler Routine aus den Besuchern gemolken wurde. […] Also erzählt der Film, der auf einer authentischen Reportage beruht, vom Schmieren der Politiker mit Geld, Komfort und Sex, vom Kaufen der Gewerkschaften – und vom Abschrecken der Konkurrenten, vom Bestrafen der Verräter und Betrügen der Betrüger. Scorsese weiß, wie es da zugeht; er zeigt, wie Killer Killer mit dem Baseballschläger totschlagen, wie Trickfalschspielern die Hände mit dem Hammer zertrümmert werden, wie Gegnern Geständnisse buchstäblich aus dem Kopf gepreßt werden. Und er zeigt, ähnlich wie in seinem anderen Mafia-Film, GoodFellas, daß notwendige Gewalt, Gewalt zum Erhalt des Mafia-Geschäfts, zwangsläufig von jähzornig überschüssiger Gewalt begleitet ist, daß die scheinbar ‚vernünftige‘ Mordlust zur Selbsterhaltung in die ‚unvernünftige‘ Mordlust der Selbstzerstörung mündet. […] ‚Las Vegas, das war für Spieler das, was Lourdes für Gebrechliche und Verkrüppelte war‘, sagt De Niro einmal. Genauso hat der Katholik Scorsese die Stadt mit inbrünstiger Wahrheit dargestellt.“

## Auszeichnungen

### Oscarverleihung 1996
Oscarverleihung 1996
- Sharon Stone war nominiert in der Kategorie Beste Hauptdarstellerin

### Golden Globe Awards 1996
Golden Globe Awards 1996
- Sharon Stone gewann den Preis in der Kategorie Beste Hauptdarstellerin – Drama
- Martin Scorsese war nominiert in der Kategorie Beste Regie

### Weitere
American Cinema Editors 1996
- nominiert für den besten Schnitt (Thelma Schoonmaker)

Sindacato Nazionale Giornalisti Cinematografici Italiani 1996
- Beste männliche Nachsynchronisation (Gigi Proietti für die Stimme von Robert De Niro)
- Beste Ausstattung (Dante Ferretti)

MTV Movie Awards 1996
– nominiert in den Kategorien
- Beste Darstellerin (Sharon Stone)
- Bester Bösewicht (Joe Pesci)